# Departament de Paysandú
Paysandú (en castellà i oficialment Departamento de Paysandú) és un departament del nord-oest de l'Uruguai. Des del 2010 l'intendent del departament de Paysandú és Bertil Bentos (Partit Nacional). Els actuals símbols de Paysandú – la bandera i l'escut d'armes – representen el port, l'altiplà d'Artigas en al·lusió a la pàtria, una espiga de blat com a símbol de producció, i el Sol de Maig, un dels símbols patriòtics dels països riuplatencs. El lema departamental – en castellà – és «Trabajo, Paz, Progreso».

## Etimologia
El poblat que li dona origen data dels inicis de la colonització espanyola. La seva denominació deriva del «frare» o fray (en guaraní: pay) Policarpo Sandú, qui va fundar una reducció amb dotze famílies aborígens procedents de les Missions jesuítiques l'any 1772 pràcticament al lloc en el qual es va desenvolupar l'actual ciutat.

## Història

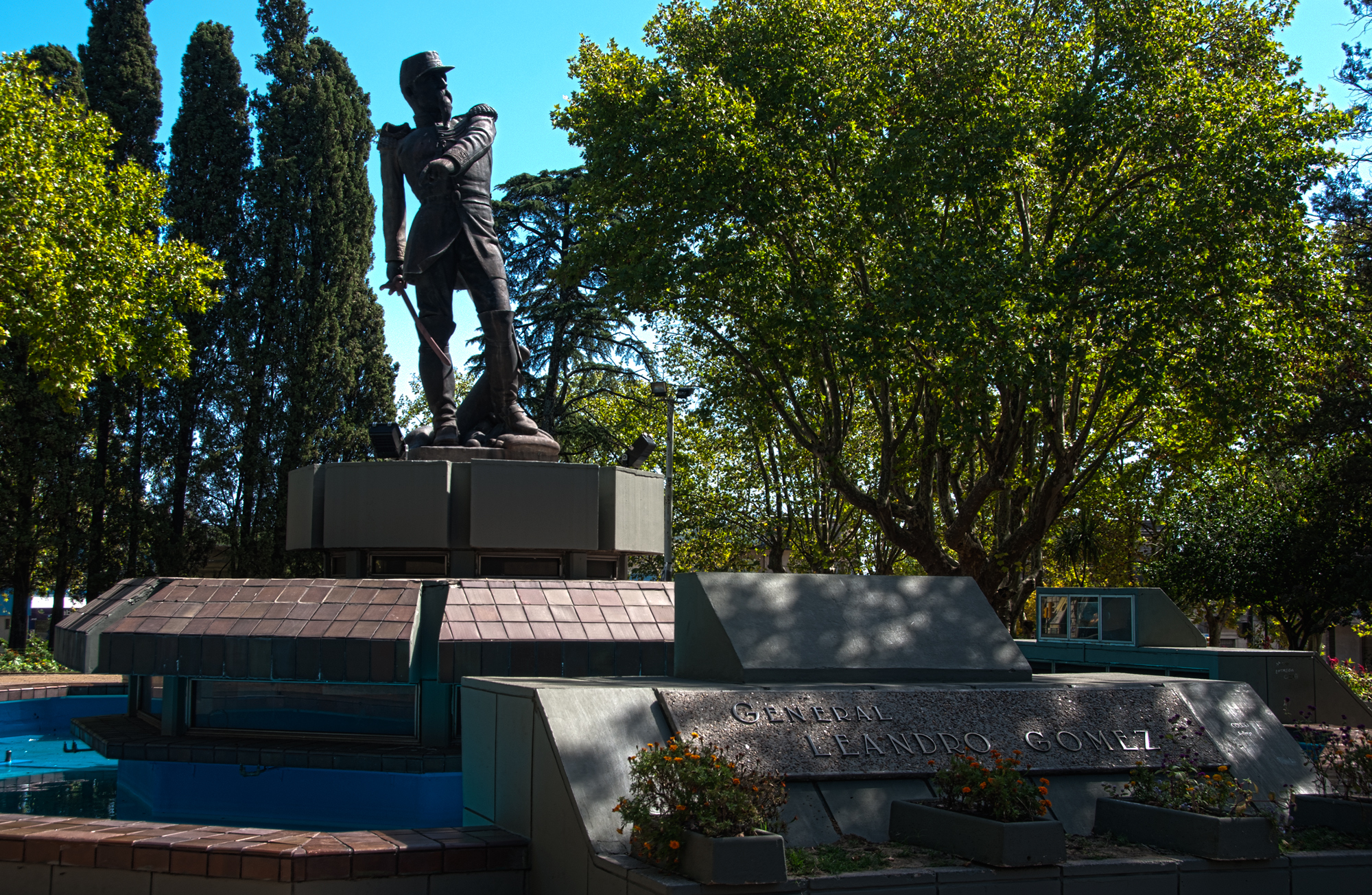
Plaça de Leandro Gómez, Paysandú

La ciutat capital, l'origen de la qual es remunta cap a l'any 1750 com a port per al dipòsit i posterior embarcament de cuirs i altres productes ramaders, atès a l'estratègica posició geogràfica que posseïa, ràpidament va créixer en població i va ser la segona ciutat del país fins i tot molt entrat el segle xx; va tenir el segon hospital del país, així com importants edificis.

### Setge de Paysandú
Va ser al nord de Paysandú on es va formar el primer govern nacional a Purificación, on José Gervasio Artigas va establir les bases del seu Govern. La plaça va ser atacada en oportunitats reiterades, sent la seva defensa més heroica la de 1864 - 1865, quan hosts brasileres i del General Venancio Flores van sotmetre els defensors capitanejats pel Gral. Leandro Gómez, Lucas Píriz i els seus companys a un setge durant un mes, el qual va acabar amb la matança dels herois.
L'anomenada «Defensa de Paysandú» es considera una de les més èpiques i heroiques defenses d'una ciutat, de la història moderna, havent resistit amb prou feines 1.400 homes mal armats contra més de 17.000 soldats fortament proveïts.

## Geografia

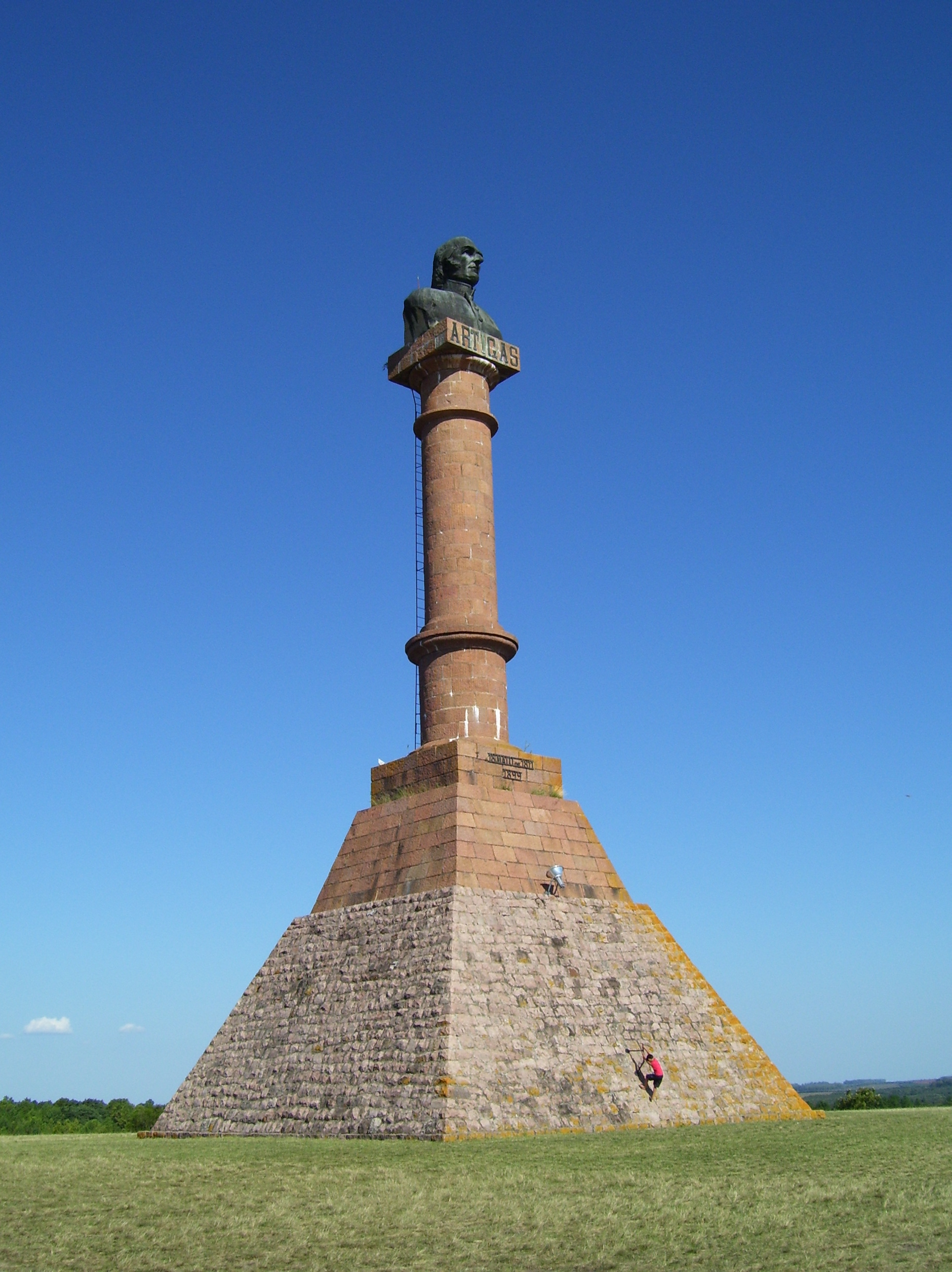
L'altiplà d'Artigas.

Limita el nord amb el departament de Salto, al sud amb el departament de Río Negro, a l'est amb el departament de Tacuarembó i a l'oest amb el Riu Uruguai. Resulta, per aquest motiu, un dels departaments limítrofs amb la República Argentina.
Amb una superfície de 13.922 km², és el tercer departament més extens del país, després de Tacuarembó i Salto, respectivament. Va ser creat per decret del parlament el 1828, raó per la qual és un dels nou departaments originals de l'Uruguai. La capital departamental és la ciutat de Paysandú – situada 368 km al nord-oest de Montevideo–, amb una població de 84.162 habitants (2004).
El 2010, ocupava l'onzena posició dins de l'Uruguai pel que fa a l'Índex de Desenvolupament Humà, amb 0,748 punts, una xifra comparable amb la de països com Mèxic. També, segons les dades del cens del 2004, Paysandú tenia 113.244 habitants, essent, per tant, un dels sis departaments més poblats del país.
Paysandú és en una àrea privilegiada per les seves condicions climàtiques, amb costes sobre el riu Uruguai i és centre d'una zona clau amb comunicacions que el vinculen amb tot el país i la resta de l'Amèrica Llatina.
El departament té zones geogràfiques força diferenciades. Cap al centre i est, hi ha basalt i gres sobre les elevacions de l'Arapey, San José, Queguay i la Cuchilla de Haedo. El nord-est de Paysandú també és de tipus basàltic. El sud, en canvi, està format per gresos, conglomeracions, llims i calcàries que afavoreixen la producció agrícola i ramadera.

### Demografia

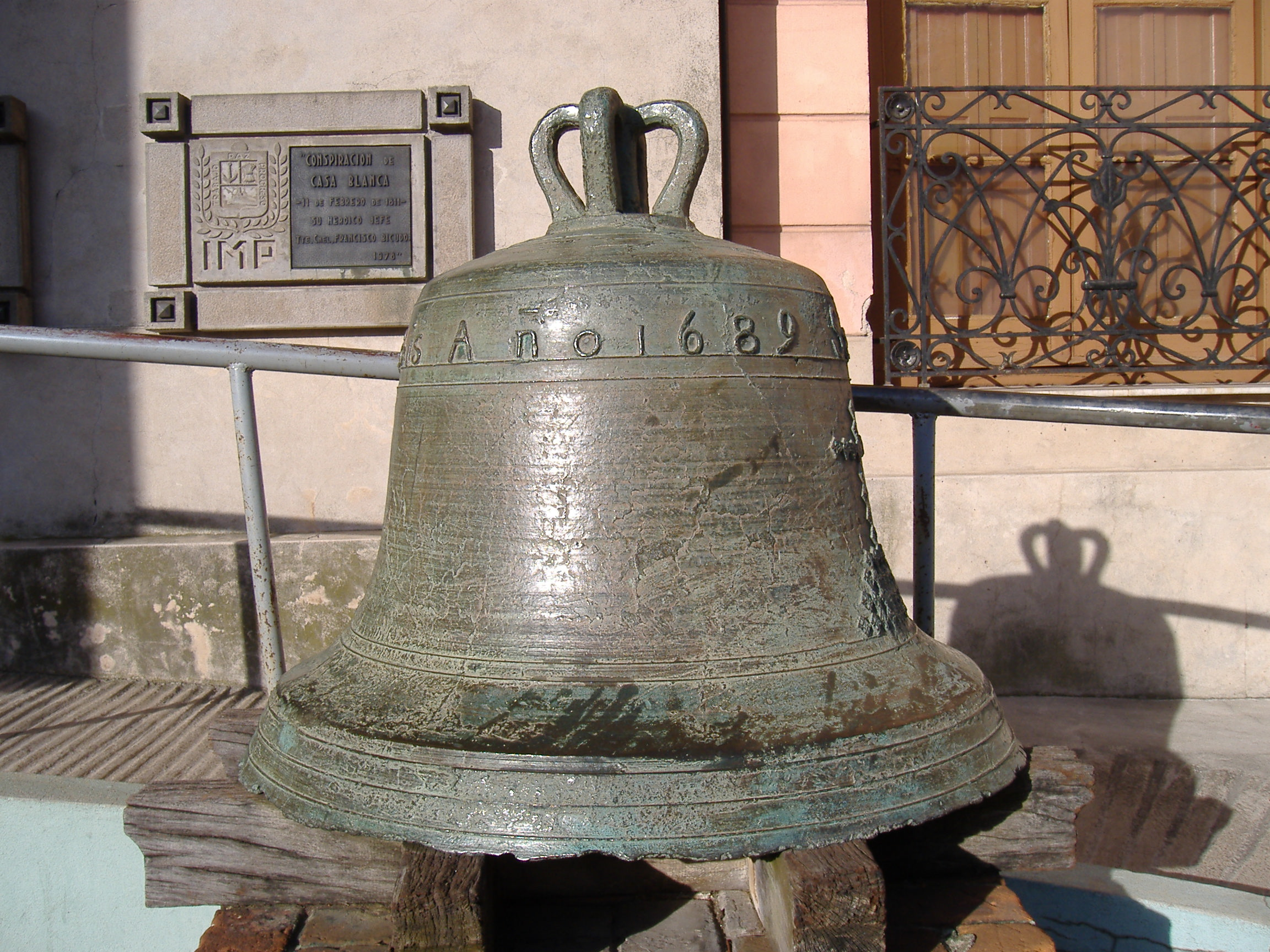
La campana missionera de l'any 1689, símbol de la fundació de Paysandú.

La principal ciutat és la seva capital, Paysandú, sent Guichón, ubicada a l'est del departament, la segona, seguint-lo en importància, Quebracho i Piedras Coloradas.
Segons les dades del cens de 2004, Paysandú tenia 113.244 habitants i 33.691 habitatges. La mitjana de membres familiars per habitatge era de 3,3. Per cada 100 dones, hi havia 98,8 homes.
- Taxa de creixement poblacional: 0,466% (2004)
- Taxa de natalitat: 18,55 naixements/1.000 persones (2004)
- Taxa de mortalitat: 8,59 morts/1.000 persones
- Mitjana d'edat: 29,8 (29,3 homes, 30,4 dones)
- Esperança de vida (2004):
  - Total: 75,89 anys
  - Homes: 72,64 anys
  - Dones: 79,27 anys
- Mitjana familiar: 2,68 fills/dona
- Ingrés per capita (ciutats amb 5.000 habitants o més): 3.690,1 pesos/mes

### Principals centres urbans
(Pobles o ciutats amb una població de 1.000 o més persones - dades del cens de l'any 2004, llevat que s'indiqui una data diferent.)
| Ciutat/Poble      | Població     |
| ----------------- | ------------ |
| Gallinal          | 3.957 (1996) |
| Guichón           | 4.826 (1996) |
| Nuevo Paysandú    | 6.183 (1996) |
| Paysandú          | 84.162       |
| Piedras Coloradas | 1.104 (1996) |
| Quebracho         | 2.337 (1996) |
| San Félix         | 1.072 (1996) |

Altres llocs són: Araújo, Chapicuy, Lorenzo Geyres, Morató, Piedra Sola, Puntas de Buricayupí o Tiatucurá.

### Transport
Aquest departament té un aeroport propi, l'aeroport de Paysandú, el qual només ofereix vols regionals.
La ruta nacional 3 és la principal via d'accés des de Montevideo, al sud, i des de Bella Unión, Salto i Artigas, al nord.
Paysandú és un departament fronterer amb l'Argentina, amb ports importants sobre el riu Uruguai dedicats a l'exportació i importació de productes.

## Economia
El departament és reconegut per la seva activitat industrial i comercial com un dels més importants del país, té vies d'accés terrestre per les rutes 3 i 24 que el connecten amb la capital i la resta de l'Uruguai, i té en el pont Internacional Gral. Artigas un vincle directe amb l'Argentina, a la qual s'ingressa per la ciutat de Colón.
Pel que fa al panorama rural, es va produir un canvi a mitjan segle xix. Les artesanies van donar pas a la industrialització de la carn i del cuir amb l'adveniment del primer saladar (1840). Un segle després té lloc el «boom industrial» amb la instal·lació de grans adoberies, setrills, cerveseria, ingeni sucrer, tèxtil, laminat decoratiu, citrícoles i d'altres.
La producció industrial de Paysandú aporta un considerable cabal de divises a l'Uruguai, i es complementa amb l'activitat comercial, on tenen el seu suport diari la major part dels seus 100.000 habitants.

## Gastronomia
Quant a la cultura gastronòmica, Paysandú destaca per ser amfitrió, cada any, del Festival de la Cervesa, esdeveniment al qual acudeixen persones des d'altres parts del país i de la regió. A més, les postres chajá, els quals es caracteritzen per ser un pa de pessic farcit de préssec o maduixa amb dolç de llet, i recobert de merenga i sucre, són característiques d'aquest departament i s'exporten a la resta de l'Uruguai, així com a altres països americans.

## Persones destacades
- Luis Leonardo Almagro Lemes, polític i ministre.
- Egidio Arévalo Ríos, futbolista.
- Alfredo Baldomir Ferrari, president de l'Uruguai.
- Luis Alberto Cubilla, futbolista.
- Juan Lindolfo Cuestas, president de l'Uruguai.
- Henry Engler Golovchenko, metge.
- Walter Alejandro Gargano Guevara, futbolista.
- Reinaldo Gargano Ostuni, polític i exministre.
- Jorge Washington Larrañaga Fraga, polític.
- Marcelo Nicolás Lodeiro Benítez, futbolista.
- Juan Martín Parodi González, futbolista.
- Carlos Scanavino, nedador professional.
- Obdulio Jacinto Varela, futbolista i entrenador.